# UNCMAC

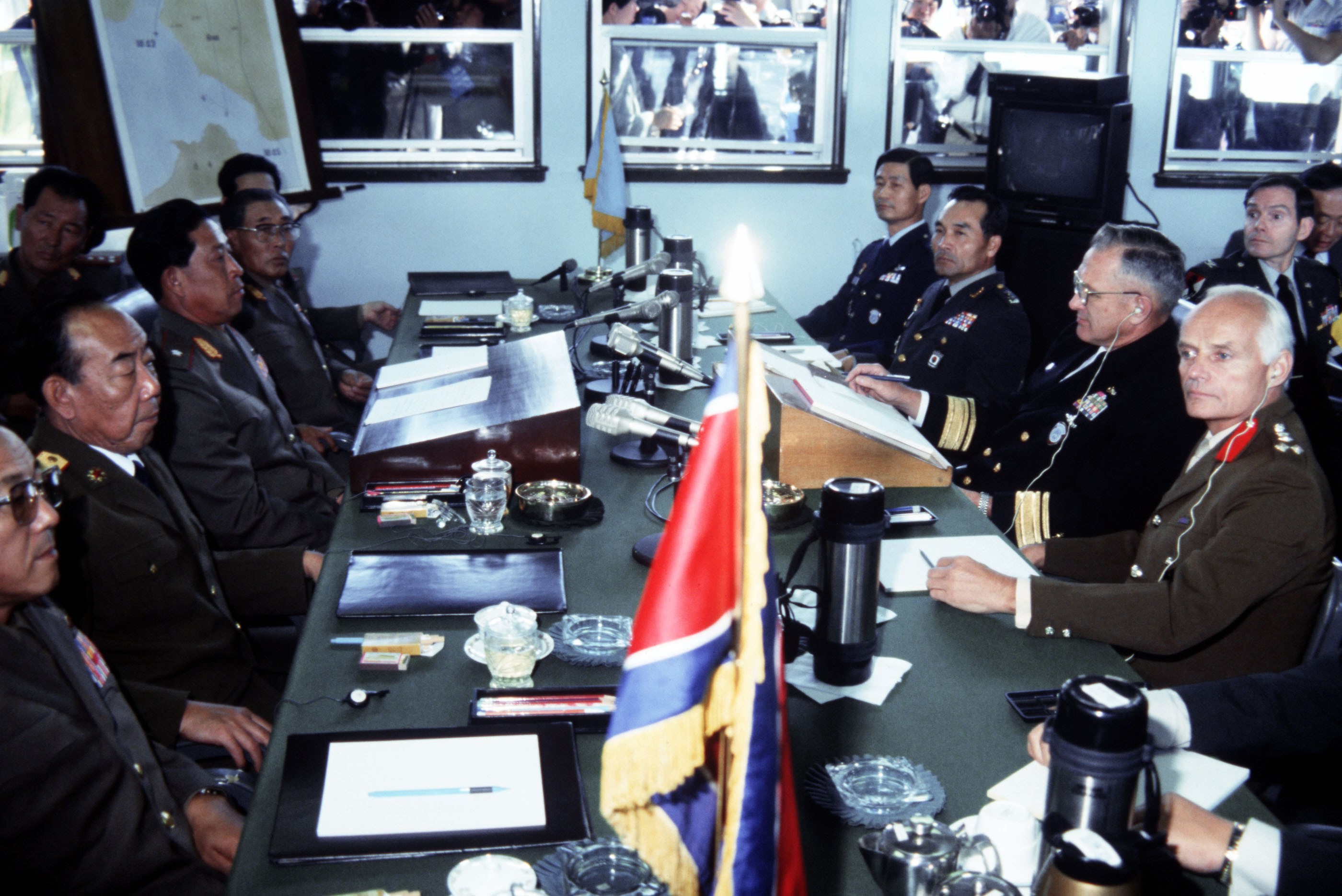
El contralmirante Larry G. Vogt (centro derecha) y otros miembros de alto rango del Comando de las Naciones Unidas se enfrentan a sus homólogos norcoreanos en la mesa de negociaciones durante la 458.ª reunión de la Comisión de Armisticio Militar. La reunión se lleva a cabo en la Zona de Seguridad Conjunta entre Corea del Norte y Corea del Sur.

La Comisión Militar de Armisticio del Comando de las Naciones Unidas (United Nations Command Military Armistice Commission), o simplemente UNCMAC, es una organización multinacional militar que supervisa el cumplimiento del Acuerdo de Armisticio de Corea.

## Antecedentes
La guerra de Corea había empezado el 25 de junio de 1950, después de que Corea del Norte invadiera Corea del Sur, para así poder hacerse control de toda la península coreana. Por causa de esto, el Consejo de Seguridad de las Naciones Unidas aprobó la resolución 82 de éste, pidiendo el fin de la invasión por parte de la Corea del Norte. Sin embargo, fue totalmente ignorado por los invasores. A causa de esto, dos días más tarde, la resolución 83 fue aprobada, reclamando que la norcorea incumplió la resolución anterior, y también recomendó a los demás miembros de las Naciones Unidas a promocionarle asistencia a Corea del Sur para así poder restablecer la paz y la seguridad en la península.
El 7 de julio de 1950, la resolución 84 del Consejo de Seguridad de las Naciones Unidas fue aprobada, así creando el Comando de las Naciones Unidas, una organización multinacional militar liderada por los Estados Unidos de América. También recomendó a los demás miembros de las Naciones Unidas, que si quisiesen cooperar con Corea del Sur para ayudarles durante el conflicto, que simplemente se unieran a este comando.

## Creación
Después de que el Acuerdo de Armisticio de Corea se firmara y entrara en vigor, se creó la Comisión Militar de Armisticio del Comando de las Naciones Unidas. Sus seis tareas son:
- Negociar y comunicar con el Ejército Popular de Corea (el ejército norcoreano);
- Educar soldados del frente, instituciones educativas militares profesionales, agencias gubernamentales y no gubernamentales, personal estadounidense militar y civil, y turistas sobre la importancia del Acuerdo de Armisticio de Corea;
- Controlar el acceso a la Zona desmilitarizada de Corea y cruces en la Línea de Demarcación Militar, y controlar el acceso en los corredores de transporte este y oeste, que son dos caminos que pasan por encima de la frontera coreana;
- Hacer inspecciones en la Zona Demilitarizada de Corea para asegurarse de que el armisticio se cumpla;
- Monitorear las acciones en el estuario del río Han y de islas del noroeste;
- Investigar sobre violaciones del armisticio y hacer informes regularmente hacia el Consejo de Seguridad de las Naciones Unidas.